# Wada Hiroo

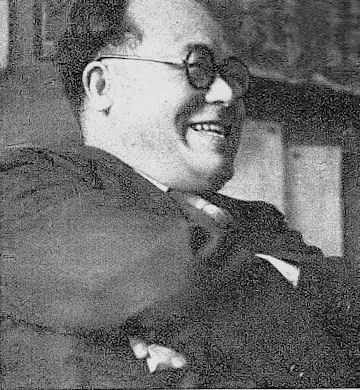
Wada Hiroo

Wada Hiroo (japanisch 和田 博雄; geboren 17. Februar 1903 in der Präfektur Saitama; gestorben 4. März  1967 in der Präfektur Tokio) war ein japanischer Politiker.

## Leben und Wirken
Wada Hiroo machte seinen Studienabschluss an der Universität Tokio und begann danach für das Ministerium für Landwirtschaft und Forsten zu arbeiten. 1941 war er in den „Zwischenfall um die Planungsbehörde“ verwickelt, wurde aber im September 1945, kurz nach Kriegsende, freigesprochen. Im selben Jahr führte er als Direktor des Agrarverwaltungsbüros unter Landwirtschaftsminister Matsumura Kenzō die Agrarlandreform durch.
Wada wurde im 1. Kabinett Yoshida 1946 Minister für Landwirtschaft und Forsten. Bei der Wahl 1947 wurde er im damaligen landesweiten Wahlkreis (zenkoku-ku; SNTV-50-Mandatswahlkreis) als unabhängiger Kandidat zum ins neue Rätehaus gewählt, das das mehrheitliche ernannte Herrenhaus des Kaiserreichs als Oberhaus ersetzte. Er beteiligte sich anschließend an der Gründung des Ryokufūkai, der stärksten Rätehausfraktion in der unmittelbaren Nachkriegszeit. Im Kabinett Katayama, das auch vom Ryokufūkai gestützt wurde, wurde Wada Leiter des „Hauptamts für wirtschaftliche Stabilität“ (経済安定本部 Keizai-antei hombu) und der Preisbehörde (物価庁 Bukka-chō) und entwarf eine wirtschaftspolitische Notstandspolitik für den Wiederaufbau nach dem Krieg. 1948 trat er der Sozialistischen Partei Japans bei. Er gehörte dem linken Flügel an und war Vorsitzender des politischen Beratungsausschusses und Direktor des Internationalen Büros. Von 1951 bis 1952 war Wada Vorsitzender des Haushaltsausschusses. 1952 trat er als für einen Kammerwechsel ins Abgeordnetenhaus zurück und wurde bei der Wahl 1952 im damaligen Fünfmandatswahlkreis Okayama 1 knapp auf dem fünften Platz gewählt; er blieb dort für sechs Wahlperioden durchgehend bis 1966 Abgeordneter. Er wurde 1964 stellvertretender Parteivorsitzender, zog sich aber 1966 aus dem öffentlichen Leben zurück. 1967 brach er auf der Straße mit einem Herzinfarkt zusammen und starb kurz darauf.